# Język puragi
Język puragi, także: puragi-saga, mogao, iwaro – język papuaski używany w prowincji Papua Zachodnia w Indonezji. W 1987 r. oszacowano, że ma 700 użytkowników; według innych danych z 2004 r. mówi nim 1400 osób.
Posługują się nim mieszkańcy wsi Puragi i Saga (dystrykt Matemani, kabupaten Sorong Selatan), obie te lokalizacje mają swój własny dialekt. Pewni jego użytkownicy zamieszkują również miejscowości Tawanggire, Bedare i Isogo. Sama społeczność określa swój język jako „iwáro”.
Pod koniec lat 80. XX w. odnotowano, że jest wykorzystywany w kontaktach domowych, zwłaszcza wśród starszego pokolenia. W powszechnym użyciu jest również język indonezyjski.